# Араш (ракета)
Араш (перс. آرش‎) представляет собой серию 122-мм неуправляемых и управляемых артиллерийских ракет, разработанных иранской оборонной компанией DIO.  
Является глубоко переработанными вариантами ракет для РСЗО БМ-21 Град.
C июля 2020 г. изготавливаются высокоточные управляемые версии ракет аналогичные управляемым ракетам Торнадо-Г или GMRLS, но более низкой дальности до 40 км
Не следует путать данную ракету с Араш (БПЛА)

## Обзор

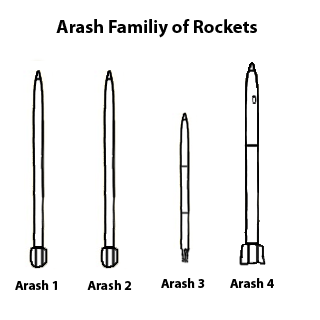
Сравнительные размеры ракет Араш

Известны данные по четырём моделям выставленным на экспорт.  Каждый модель имеет разные разные характеристики:
Араш 1: Дальность: 21,5 км, Длина: 2,815 м, Скорость: 710 м/с
Араш 2: Дальность: 30 км, Длина: 2,815 м, Скорость: 1050 м/с
Араш 3: Дальность: 18 км, Длина: 2050 м, Скорость: 720 м/с  Также известен как Нур .
Араш 4: дальность: 40 км, длина: 2,890 м, типы боеголовок: осколочно-фугасная, дистанционное минирование, боеприпасы объемного взрыва.
Часть ракет перечисленных выше имеют высокоточную версию с  управляемым вариантом исполнения.

## Операторы
- Иран
- Хизбалла